# 할로스파이라과
할로스파이라과(Halosphaeraceae)는 피라미모나스강 피라미모나스목에 속하는 녹조류과의 하나이다. 2속 2종으로 이루어져 있다.

## 하위 분류
- 파키스파이라속 (Pachysphaera)
  - 파키스파이라 펠라기카 (P. pelagica) Ostenfeld, 1899
- 프테로스파이라속 (Pterosphaera)
  - 프테로스파이라 딕티온 (P dictyon) E.Jorgensen, 1899